# Ultimate Collection (álbum de Anastacia)
Ultimate Collection é o segundo álbum de grandes êxitos da cantora norte-americana Anastacia, lançado a 6 de novembro de 2015 através da Sony Music Entertainment. A compilação inclui os singles retirados dos álbuns de estúdio anteriores da artista Not That Kind (2000), Freak of Nature (2001),  Anastacia (2004), It's a Man's World (2012), Resurrection (2014) e do primeiro álbum de maiores sucessos, Pieces of a Dream. "Take This Chance" e uma versão da música de Christina Aguilera, "Army of Me", são dois temas inéditos incluídos.

## Alinhamento de faixas
| N.º | Título                                                            | Compositor(es)                                                              | Produtor(es)                              | Duração |  |
| 1.  | "I'm Outta Love"                                                  | Anastacia, Sam Watters, Louis Biancaniello                                  | Watters, L. Biancaniello                  | 4:05    |  |
| 2.  | "Left Outside Alone"                                              | Anastacia, Dallas Austin, Glen Ballard                                      | Austin, Ballard                           | 4:07    |  |
| 3.  | "Sick and Tired"                                                  | Anastacia, Austin, Ballard                                                  | Austin, Ballard                           | 3:32    |  |
| 4.  | "Paid My Dues"                                                    | Greg Lawson, Damon Sharpe, LaMenga Kafi, Anastacia                          | Ric Wake, Richie Jones                    | 3:22    |  |
| 5.  | "Stupid Little Things"                                            | Anastacia, Watters, L. Biancaniello, Michael Biancaniello, Courtney Harrell | L. Biancaniello, Watters, M. Biancaniello | 3:55    |  |
| 6.  | "Not That Kind"                                                   | Anastacia, Will Wheaton, Marvin Young                                       | Wake                                      | 3:23    |  |
| 7.  | "Everything Burns" (Ben Moody com Anastacia)                      | Moody                                                                       | Moody, Jay Baumgardner                    | 3:45    |  |
| 8.  | "Welcome to My Truth"                                             | Anastacia, Kara DioGuardi, John Shanks                                      | Shanks                                    | 4:04    |  |
| 9.  | "You'll Never Be Alone"                                           | Anastacia, L. Biancaniello, Watters                                         | L. Biancaniello, Watters                  | 4:38    |  |
| 10. | "Pieces of a Dream"                                               | Anastacia, Ballard, David Hodges                                            | Hodges                                    | 4:03    |  |
| 11. | "Best of You"                                                     | Dave Grohl, Taylor Hawkins, Nate Mendel, Chris Shiflett                     | Ballard                                   | 4:01    |  |
| 12. | "Heavy on My Heart"                                               | Anastacia, Billy Mann                                                       | Ballard                                   | 4:28    |  |
| 13. | "One Day in Your Life" (versão europeia)                          | Anastacia, Watters, L. Biancaniello                                         | Watters, L. Biancaniello                  | 3:29    |  |
| 14. | "Cowboys & Kisses"                                                | Anastacia, Jive Jones, Charlie Pennachio                                    | Wake, The Shadowmen                       | 4:32    |  |
| 15. | "Why'd You Lie to Me"                                             | Anastacia, Sharpe, Lawson, Trey Parker, Damon Butler, Canela Cox            | Wake                                      | 3:45    |  |
| 16. | "Love Is a Crime"                                                 | Lawson, Denise Rich, Sharpe, Wake                                           | Wake                                      | 3:20    |  |
| 17. | "I Belong to You (Il Ritmo della Passione)" (com Eros Ramazzotti) | Ramazzotti, Claudio Guidetti, Anastacia, DioGuardi, Kaballà                 | Ramazzotti, Guidetti                      | 4:27    |  |
| 18. | "Army of Me"                                                      |                                                                             |                                           | 3:25    |  |
| 19. | "Take This Chance"                                                | Johan Carlsson, Caitlin Morris, Steve Diamond, Jacob Luttrell, Anastacia    | MdL, Tom Meredith, Ryan Louder            | 4:20    |  |

## Desempenho nas tabelas musicais

### Posições
| Tabela musical (2015)              | Melhor posição |
| ---------------------------------- | -------------- |
| Bélgica - Ultratop 50 (Flandres)   | 78             |
| Bélgica - Ultratop 50 (Valónia)    | 133            |
| Irlanda - Top 100 Artist Album     | 98             |
| Itália - FIMI                      | 27             |
| Países Baixos - Mega Album Top 100 | 69             |
| Reino Unido - UK Albums Chart      | 9              |
| Suíça - Schweizer Hitparade        | 56             |